# Кинг, Уоррен
Уо́ррен Кинг (англ. Warren King, род. 1 апреля 1955 года) — австралийский бывший профессиональный игрок в снукер. Кинг никогда не был в числе Топ-32 официального рейтинга (наивысший рейтинг — 35-й), а лучшим его достижением в профессиональной карьере является финал турнира Mercantile Credit Classic в 1990 году, когда он проиграл Стиву Джеймсу со счётом 6:10. Уоррен Кинг четырежды квалифицировался на чемпионат мира (в 1982, 1987, 1988 и 1991), но ни разу не доходил до 1/8 финала.
В 1986 и 1987 годах Кинг становился победителем профессионального чемпионата Австралии.